# 妖怪三国志 国盗りウォーズ
『妖怪三国志 国盗りウォーズ』（ようかいさんごくし くにとりウォーズ）は、レベルファイブより2018年1月11日から2023年9月28日まで配信されていたソーシャルゲーム。

## 概要
2018年1月11日にサービス開始された、iOS 11.0、Android 4.4以上用アプリ。ジャンルは国盗り戦略RPG。武将妖怪たちが中国大陸を舞台に三国志を繰り広げる。制作および配信はレベルファイブ、開発および運営はコーエーテクモゲームス。ダウンロード数は2019年12月時点で300万を突破。
2023年5月25日のメンテナンスで「サービス終了」の告知がされ、2023年9月28日の13時59分を以てサービスを終了。

## コラボレーション
- 天狐（『討鬼伝』より）
- 織田のぶニャが（『のぶニャがの野望』より）

いずれも3DS版から引き続き登場。天狐は2018年4月2日から、織田のぶニャがは同年4月9日からそれぞれ実装された。なお、3DS版とは違いキャラクターボイスは削除されている。
- 不具合！？

開催期間：2019年1月16日～2月1日
闇プログラマーが仕掛けた仕業により、一部の妖怪のアイコンがダチョウ倶楽部の上島竜兵、ANZEN漫才のみやぞん、元Dream5の大原優乃、彦摩呂、元PASSPO☆の根岸愛、藤田恵名、アップアップガールズ（仮）、川村ゆきえらの撮り下ろし写真にジャックされた。
- ゆる～いゲゲゲの鬼太郎 妖怪ドタバタ大戦争

開催期間：2020年3月2日～16日（第1弾）、2021年10月15日～29日（第2弾）
交互のアプリを連動するとそれぞれのコラボキャラやアイテムがもらえる施策も実施された。
- レベルファイブオールスターズ

開催期間：2020年8月11日～25日
『レイトン教授シリーズ』『イナズマイレブンシリーズ』『スナックワールド』『ファンタジーライフ オンライン』が参加。なお、コラボに参加したキャラクターは『妖怪ウォッチ ぷにぷに』で2018年10月16日～31日まで開催された「3周年記念イベント～レベルファイブオールスターズ～」でメインに起用されたのと同じものになっている。
- はたらく細胞

開催期間：2021年3月29日～4月12日